# Tonnoirella gemella
Tonnoirella gemella är en tvåvingeart. Tonnoirella gemella ingår i släktet Tonnoirella och familjen småharkrankar.

## Underarter
Arten delas in i följande underarter:
- T. g. gemella
- T. g. marmoripennis